# Salih Koç
 (mai 2024).
Salih Koç (né le 18 juin 1917 à Ankara, mort le 17 mai 2000 à Istanbul) est un cavalier turc de saut d'obstacles.

## Carrière
Koç remporte la Coupe Musollini en 1939.
Salih Koç participe aux Jeux olympiques d'été de 1948 à Helsinki. Il est disqualifié de l'épreuve individuelle de concours complet avec le pire score, de même que l'équipe de Turquie est éliminée de l'épreuve par équipes.
Koçn qui a le grade de major, participe aux Jeux olympiques d'été de 1956 à Stockholm, à nouveau dans l'épreuve de saut d'obstacles. Il termine 30e de l'épreuve individuelle, tandis que l'équipe de Turquie est éliminée de l'épreuve par équipes.
Il participe aux Jeux olympiques d'été de 1960 à Rome, de nouveau dans l'épreuve de saut d'obstacles. Il est le premier Turc à participer à trois olympiades. Il est éliminé au premier tour de l'épreuve individuelle avec Rolat, tandis que l'équipe de Turquie est éliminée de l'épreuve par équipes alors qu'il est avec un autre cheval Eskimo.
Salih Koç démissionne de l'armée en 1965 et s'installe en Amérique. Au cours de son séjour de 13 ans aux États-Unis, il remporte de nombreuses compétitions. De retour en Turquie, Koç fait partie de l'équipe nationale équestre civile et participe à l'équipe qui est championne des Balkans en 1980.
Salih Koç est père de trois filles, qui joueront toutes pour Fenerbahçe et rejoindront l'équipe nationale de volley-ball.